# Vicente Lucas
Vicente da Fonseca Lucas (ur. 24 września 1935 w Lourenço Marques), mozambicki piłkarz, środkowy obrońca grający w reprezentacji Portugalii. Brązowy medalista MŚ 66.
Jego brat Matateu jest uważany za pierwszego wybitnego piłkarza urodzonego w Mozambiku. Obaj byli związani z CF Os Belenenses. W kadrze Portugalii zagrał 20 razy. Debiutował 3 czerwca 1959 w meczu ze Szkocją, ostatni raz zagrał w 1966. Podczas MŚ 66 wystąpił w czterech pierwszych meczach Portugalii. Wkrótce po turnieju doznał ciężkiej kontuzji i zakończył karierę.